# Bibliothèque de documentation internationale contemporaine
Bibliothèque de documentation internationale contemporaine (zkratka BDIC) (česky Knihovna mezinárodní soudobé dokumentace) je francouzská knihovna se sídlem v Nanterre. Knihovna se specializuje na dějiny 20. století a je součástí Univerzity Paříž X.

## Historie
Knihovnu založili v roce 1917 manželé Leblancovi, kteří od začátku první světové války shromažďovali všechny dokumenty týkající se tohoto konfliktu a jeho příčin. V roce 1917 sbírku věnovali státu, který ji v roce 1925 uložil na zámek Vincennes pod názvem Bibliothèque et musée de la Guerre. O rok později se knihovna stala členem Svazu národních knihoven (Réunion des bibliothèques nationales de Paris). V roce 1930 byla připojena k Pařížské univerzitě. V roce 1934 knihovna získala svůj dnešní název.
V roce 1970 knihovna přesídlila z Vincennes do kampusu Univerzity Paříž X v Nanterre, zatímco její obrazové sbírky byly v roce 1973 umístěny v pařížské Invalidovně a roku 1987 z nich vzniklo Musée d'Histoire contemporaine.